# Río Panagua
Der Río Panagua ist ein etwa 85 km langer rechter Nebenfluss des Río Manú in Südost-Peru in der Provinz Manu der Region Madre de Dios. Der Flusslauf liegt im Westen des Distrikts Manu.

## Flusslauf
Der Río Panagua entspringt in der vorandinen Hügelregion auf einer Höhe von etwa 650 m. Er durchquert das Amazonastiefland in überwiegend nordöstlicher Richtung und mündet schließlich auf einer Höhe von etwa 330 m in den Río Manú. 7,5 km oberhalb der Mündung trifft ein vergleichbar großer Nebenfluss, die Quebrada Pucacungayo (⊙), von links auf den Río Panagua. Dieser Nebenfluss besitzt eine Länge von etwa 95 km und entspringt (⊙) an der Nordostflanke eines 1400 m hohen vorandinen Höhenkamms. Dessen Quellgebiet liegt 8 km südwestlich von dem des Río Panagua. Das Einzugsgebiet des Nebenflusses umfasst etwa 405 km².

## Einzugsgebiet
Das Einzugsgebiet des Río Panagua beträgt etwa 825 km². Es liegt am Rande der peruanischen Ostkordillere und befindet sich im Nationalpark Manú. Es grenzt im Osten an die Einzugsgebiete von Río Juarez und Río Pinquina, im Westen an die Einzugsgebiete von Río Providencia und Río Cumeriali sowie im Norden an das des oberstrom gelegenen Río Manú.